# Gwenpool
Gwendolyn Poole, alias Gwenpool, es un personaje ficticio que aparece en las historietas publicadas por Marvel Comics, originada como una amalgama de Gwen Stacy y Deadpool en una cubierta de variante de Deadpool's Secret Secret Wars #2, uno de veinte cubiertas de variantes publicadas debido a la popularidad de Spider-Gwen de junio de 2015.
Marvel produjo originalmente dos historias que introducían a Gwenpool como personaje, una historia secundaria en la serie Howard el pato, y un one-shot titulado Gwenpool Holiday Special. A pesar del nombre "Gwenpool," el personaje no tiene ninguna relación con Deadpool o Gwen Stacy. Una revisión de Howard el Pato #1 reveló que su nombre de hecho era "Gwen Poole." Siguiendo la publicación del one-shot, una serie titulada The Unbelievable Gwenpool por el mismo equipo creativo fue anunciada, la cual empezó en abril de 2016. The Unbelievable Gwenpool #0, recogiendo Poole aspectos de Howard el Pato & Gwenpool Holiday Special, fue publicada más tarde.

## Biografía ficticia

### Trasfondo
A través de medios todavía sin revelar al 100%, Gwendolyn Poole llegó al Universo Marvel desde lo que ella asegura que es "el mundo real." Negándose a ser una "extra", se dirigió a donde una sastre para superhéroes y pidió su traje propio para destacar. La sastre (Ronnie) aceptó, pero malinterpreto la solicitud de Gwen y entendió que ella quería usar el alias "Gwenpool", con un traje similar a Deadpool. Ronnie escogió el rosa debido al cabello rosa de Gwen, pero también quiso que su traje destacara y conseguir librado del tejido rosa sobrante. El traje también hace referencia al traje de Gwen Stacy, mencionada por Ronnie en el primer libro al hablar con Gwen Poole sobre los colores del traje .

## En otros medios de comunicación

### Videojuegos
- Gwenpool aparece como personaje jugable en Marvel Future Fight.
- Gwenpool aparece en Marvel Puzzle Quest.
- Gwenpool aparece como personaje jugable en Marvel: Contest of Champions.
- Gwenpool aparece como personaje jugable en Lego Marvel Super Heroes 2.
- Gwenpool aparece como personaje jugable en Marvel Strike Force.
- Gwenpool aparece como personaje jugable en Fortnite: Battle Royale.